# Lawrence Rabiner
Lawrence Rabiner (né le 28 septembre 1943 à New York) est un ingénieur spécialiste du traitement numérique du signal et en particulier du traitement de la parole. Il est notamment connu pour ses travaux en reconnaissance automatique de la parole. Il a été ingénieur de l'entreprise AT&T.

## Biographie
Lawrence Rabiner fait ses études en électronique au Massachusetts Institute of Technology. Il y passe également son PhD qu'il obtient en 1967. Il rejoint aussitôt le centre de recherche AT&T Bell Laboratories. En 1996, il devient directeur de l'équipe de recherche chargée du traitement d'image et de la parole au sein de AT&T Labs après la scission des laboratoires Bell. Il prend sa retraite en 2002, il occupe depuis un poste universitaire à l'université Rutgers ainsi qu'à l'université de Californie à Santa Barbara.

## Travaux
Rabiner a été l'initiateur de certains algorithmes pour le design de filtres ou l'analyse de spectre, en particulier la Chirp-Transformée en z. Dans le domaine du traitement de la parole, il a eu des contributions en détection de hauteur, synthèse de la parole et reconnaissance de la parole. Il est surtout réputé pour être un contributeur majeur des techniques de chaînes de Markov cachées pour la reconnaissance de la parole. Son tutoriel sur les modèles de Markov cachées a été cité de nombreuses fois. Ces techniques ont été largement reprises et mises en application pour la transcription de la parole jusqu'au saut de performance qu'ont permis les réseaux de neurones profonds au début des années 2010. Lawrence Rabiner a contribué en tant qu'ingénieur de AT&T à l'automatisation d'une série de tâches d'opérateur réalisées auparavant par des agents. Le système appelé Voice Recognition Call Processing (VRCP) system, mis en place en 1992 et permettant la reconnaissance simultanée de cinq mots, aurait permis à l'entreprise l'économie de plusieurs centaines de millions de dollars chaque année.